# Pravobranitelj za osobe s invaliditetom u Hrvatskoj
Pravobranitelj za osobe s invaliditetom u Republici Hrvatskoj štiti, prati i promiče prava i interese osoba s invaliditetom na temelju Ustava Republike Hrvatske, međunarodnih ugovora i zakona. Institucija pravobranitelja za osobe s invaliditetom u Hrvatskoj je ustanovljena 2008. godine.
Pravobranitelja za osobe s invaliditetom imenuje i razrješava Hrvatski sabor na prijedlog Vlade Republike Hrvatske, imenuje se na vrijeme od osam godina i može biti ponovno imenovan. Trenutačno dužnost pravobranitelja za osobe s invaliditetom obnaša Darijo Jurišić.

## Djelokrug
Pravobranitelj za osobe s invaliditetom:
- prati usklađenost zakona i drugih propisa u Republici Hrvatskoj koji se odnose na zaštitu prava i interesa osoba s invaliditetom s odredbama Ustava Republike Hrvatske i međunarodnih dokumenata koji se odnose na zaštitu prava i interesa osoba s invaliditetom,
- prati izvršavanje obveza Republike Hrvatske koje proizlaze iz međunarodnih dokumenata koji se odnose na zaštitu prava i interesa osoba s invaliditetom,
- prati primjenu politika, nacionalnih strategija i programa Republike Hrvatske koji se odnose na zaštitu prava i interesa osoba s invaliditetom,
- skrbi o zaštiti ljudskih prava i temeljnih sloboda osoba s invaliditetom te o suzbijanju svih oblika diskriminacije zbog invaliditeta,
- razmatra slučajeve povrede prava osoba s invaliditetom, izvještava javnost o povredama prava osoba s invaliditetom i poduzima radnje u svrhu njihova sprečavanja,
- zalaže se za zaštitu i promicanje prava i interesa osoba s invaliditetom,
- predlaže poduzimanje mjera za izgradnju cjelovitog sustava zaštite i promicanja prava i interesa osoba s invaliditetom,
- predlaže poduzimanje mjera usmjerenih na unapređenje kvalitete življenja osoba s invaliditetom,
- predlaže poduzimanje mjera usmjerenih na unapređenje kvalitete življenja obitelji osoba s invaliditetom,
- prikuplja informacije i obavještava javnost o stanju prava osoba s invaliditetom,
- obavlja druge poslove određene Zakonom o pravobranitelju za osobe s invaliditetom.

Pravobranitelj za osobe s invaliditetom pruža savjetodavnu pomoć osobama s invaliditetom o načinu ostvarivanja i zaštite njihovih prava i interesa, surađuje s udrugama osoba s invaliditetom, udrugama koje programski djeluju u korist osoba s invaliditetom te inicira i sudjeluje u javnim aktivnostima usmjerenim na poboljšanje položaja osoba s invaliditetom. U obavljanju poslova iz svog djelokruga pravobranitelj za osobe s invaliditetom ovlašten je upozoravati, predlagati, obavještavati i davati preporuke. Pravobranitelj za osobe s invaliditetom ovlašten je nadležnim tijelima državne uprave, tijelima lokalne i područne (regionalne) samouprave te pravnim i fizičkim osobama predlagati poduzimanje mjera za poboljšanje položaja osoba s invaliditetom i zahtijevati izvješća o poduzetim mjerama.

## Poveznice
- Pučki pravobranitelj u Hrvatskoj
- Pravobranitelj za djecu u Hrvatskoj
- Pravobranitelj/ica za ravnopravnost spolova u Hrvatskoj